# Donnie Boyce
Donald Nathaniel Boyce, detto Donnie (Chicago, 2 settembre 1973), è un ex cestista e allenatore di pallacanestro statunitense, professionista nella NBA, in Francia e in Argentina.

## Carriera
È stato selezionato dagli Atlanta Hawks al secondo giro del Draft NBA 1995 (42ª scelta assoluta).